# JimJam
JimJam este un post de televiziune pentru copii deținut de AMC Networks International. Este adresat copiilor cu vârste cuprinse între 3 și 10 ani. A fost lansat pe 1 octombrie 2006. Versiunile programului JimJam se pot viziona în România, Republica Cehă și Slovacia, Polonia, Ungaria, Olanda, Portugalia, Austria, Elveția, lumea arabă și, de asemenea, pe NTV Plus în Rusia și Ucraina.

## Seriale

### Seriale difuzate în prezent
- Angelina Balerina
- Bing
- Bob constructorul (2015)
- Bobiță și Buburuză
- Bravo Huckle
- Chuggington
- Conni
- Căpșunica Prăjiturica
- Daisy și Ollie
- Dot
- Eroii Orașului - doar în timpul pauzelor
- Franklin și prietenii
- Ghici cât de mult te iubesc
- Ham Ham, Piu și Dave
- Inui
- Kipper
- Monchhichi
- Pădurarul Leo și animalele sălbatice
- Pettson și Findus
- Pompierul Sam
- Poștașul Pat
- Poștașul Pat: Serviciul de livrare specială
- Ricky Zoom
- Să învățăm cu Timmy
- Simon
- Thomas și prietenii săi
- Thomas și prietenii săi: Trenuri, la drum!
- Tripleții

### Seriale anulate
- Acum Știi
- Agi Bagi
- Animanimale
- Anton
- Atelier meșteșugăresc
- Aventurile Micului Urs Brun
- Badanamu Nursery Rhymes
- Badanamu Pop
- Barney și Prietenii
- Boj
- Cadeții din Badanamu
- Care-i ideea?
- Charlie merge la școală
- Chaplin & Co
- Cheia Magică
- Chirp
- Chomp Squad
- Clubul Micilor Castane
- Corbul calmităților, copiii meșteresc
- Chuggington - Vânătoarea de Medalii
- Descoperă Olimpiada
- Dinozaurii lui Harry
- Doodleboo
- Dougie deghizat
- Faceți loc pentru Noddy
- Familia Vulpe-Bursuc
- Ferma lui Benjamin
- Fifi și floricelele
- Forme
- Furnica Anthony
- Gazoon
- Gombby și insula înverzită
- Grădina cu pufușori
- Grădina zoologică al lui Suzy
- Hip Hip Ura!
- Igloo Gloo
- În ritmul junglei
- Jakers! Aventurile lui Piggley Winks
- Jarmies
- Joe și Jack
- Kate și Mim Mim
- Kit și Kate
- Locurile favorite ale copilului
- Lunar Jim
- Maimu vede, Maimu face
- Micile fabule
- Micul meu ponei: Prietenia este magică
- Micuțele planete
- Mio Mao
- Motanul James
- Multe, multe...
- Mumfie
- Murdărel în Okido
- Noksu
- Nouky și prietenii
- Ora de joacă
- Oswald
- Oto și muzica
- Păzea din calea lui Noddy
- Peripețiile lui Chuck și ale prietenilor săi
- Pingu
- Popples
- Porcușorul Subțirel
- Prietenii mei animalele
- Prietenii Woody
- Rainbow Ruby
- Roary Bolidul De Curse
- Robomobilul Poli: Siguranța în trafic
- Rubbadubbers
- Să ghicim cu Jess!
- Să ne jucăm cu plastilină
- Snapatoonies
- Taina și gardienii Amazonului
- The Hoobs
- Tigga si Toga
- Tork
- Tugs
- Tunivers
- ToddWorld
- Țara Wobbly
- Viața în Sălbăticie
- Yaya și Zouk
- Woozle și Pip
- Wussywat